# Román Viñoly Barreto
Pour les articles homonymes, voir Barreto.
Román Viñoly Barreto, né à Montevideo le 8 août 1914 et mort à Buenos Aires le 20 août 1970, est un réalisateur et écrivain uruguayen.

## Biographie
Né à Montevideo, en Uruguay. Viñoly dirigé 28 longs métrages entre 1948 et 1966, y compris El vampiro negro, La bestia debe morir, Barcos de papel et Esta es mi vida.  
Il a également été scénariste notable et directeur de théâtre et d'opéra.
Il est mort à Buenos Aires, Argentine, en 1970.

## Famille
Il est le père de l'architecte Rafael Viñoly.

## Filmographie
- 1947 : Estrellita (es)
- 1949 : Con el sudor de tu frente (es)
- 1949 : Corrientes... calle de ensueños! (es)
- 1950 : Fangio, el demonio de las pistas (es)
- 1950 : Una viuda casi alegre (es)
- 1951 : La calle junto a la luna (es)
- 1952 : Ésta es mi vida (es)
- 1952 : Que la bête meure (La bestia debe morir)
- 1953 : La niña del gato (es)
- 1953 : El vampiro negro (es)
- 1954 : El abuelo (es)
- 1955 : Chico Viola Não Morreu (es)
- 1956 : Horizontes de piedra (es)
- 1956 : El hombre virgen (es)
- 1957 : Fantoche (es)
- 1958 : Un centavo de mujer (es)
- 1958 : Los dioses ajenos (es)
- 1959 : Reportaje en el infierno (es)
- 1959 : El dinero de Dios (es)
- 1960 : Todo el año es Navidad (es)
- 1960 : La potranca (es)
- 1961 : Buenas noches, mi amor (es)
- 1963 : La familia Falcón (es)
- 1963 : Le Retour de Marcellino (Barcos de papel)
- 1965 : Orden de matar (es)
- 1965 : La pérgola de las flores (es)
- 1966 : Villa Delicia: playa de estacionamiento, música ambiental (es)